# Longsight
Longsight est un quartier anglais de Manchester situé à 4,8 km au sud du centre ville. 

## Démographie
La population du quartier est de 16 000 habitants. Il s'agit d'un quartier populaire, avec des habitants d'origines ethniques très diverses.